# Chathami kecskepapagáj
A chathami kecskepapagáj (Cyanoramphus forbesi)  a madarak osztályának papagájalakúak rendjébe és a szakállaspapagáj-félék családjába tartozó ritka, endemikus faj. Ez a kecskepapagáj egyike Új-Zéland legritkább madarainak és a Természetvédelmi Világszövetség Vörös Listáján sebezhetőként szerepel; főként természetes élőhelyeinek elvesztése, a ragadozók és a hibridizáció veszélyeztetik a faj állományainak fennmaradását. A chathami kecskepapagáj mindössze két kis szigeten őshonos az egész világon. Komoly természetvédelmi erőfeszítések nyomán sikerült elérni, hogy állománya jelenleg stabilnak minősül.

## Rendszerezés
Régebben az aranyfejű kecskepapagáj (Cyanoramphus auriceps) alfajaként szerepelt Cyanoramphus auriceps forbesi néven.

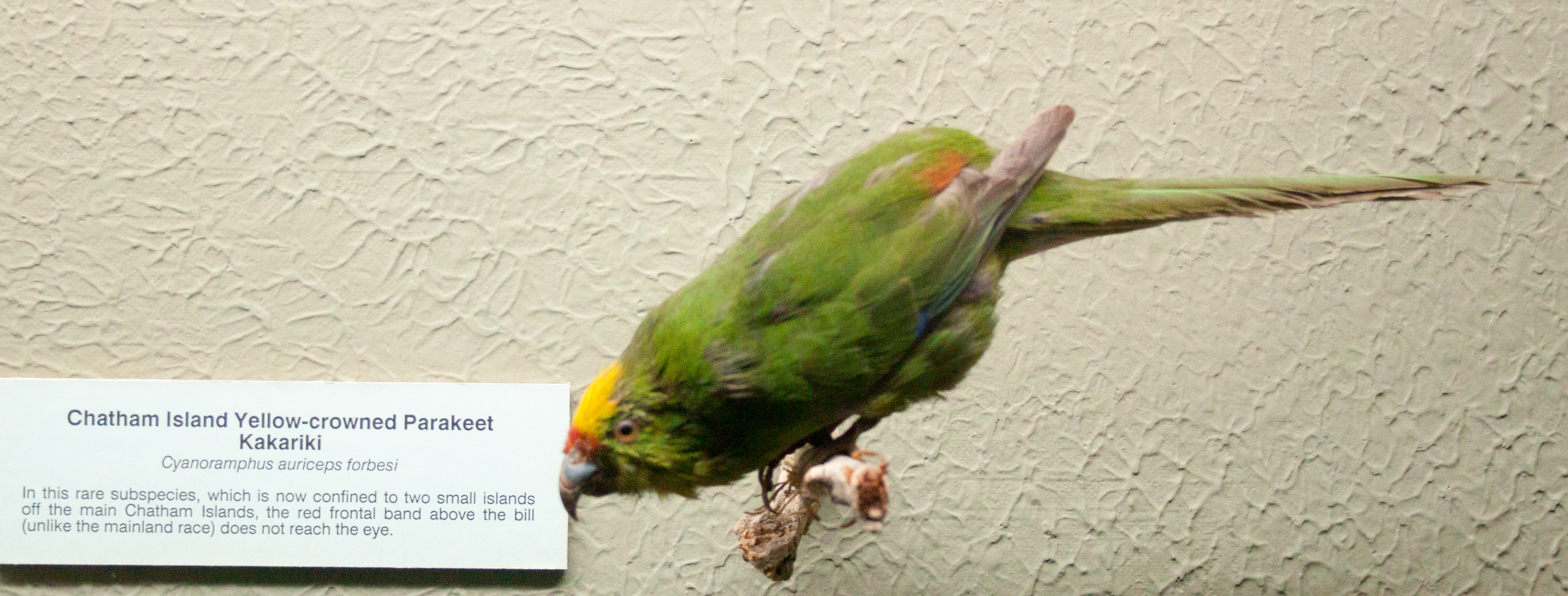
Chathami kecskepapagáj

## Előfordulása
Az Új-Zélandhoz tartozó Chatham-szigeteken, közelebbről a Kis-Mangere és a Mangere-szigeteken honos. 1930-ban a Mangare-szigetről kihalt. A természetes élőhelye mérsékelt övi erdők és bokrosok.

## Megjelenése
Testhossza 23 centiméter. Tollazata élénkzöld, koronája aranysárga.

## Természetvédelmi helyzete
Az élő kifejlett egyedek száma 120 körüli (1999). A fajra veszélyeztető tényezők az erdőirtás, és az betelepített elvadult macskák. Szerencsére állományai stabilak.

## Külső hivatkozások
- Képek az interneten a fajról
- Internet Bird Collection